# Undine Lux

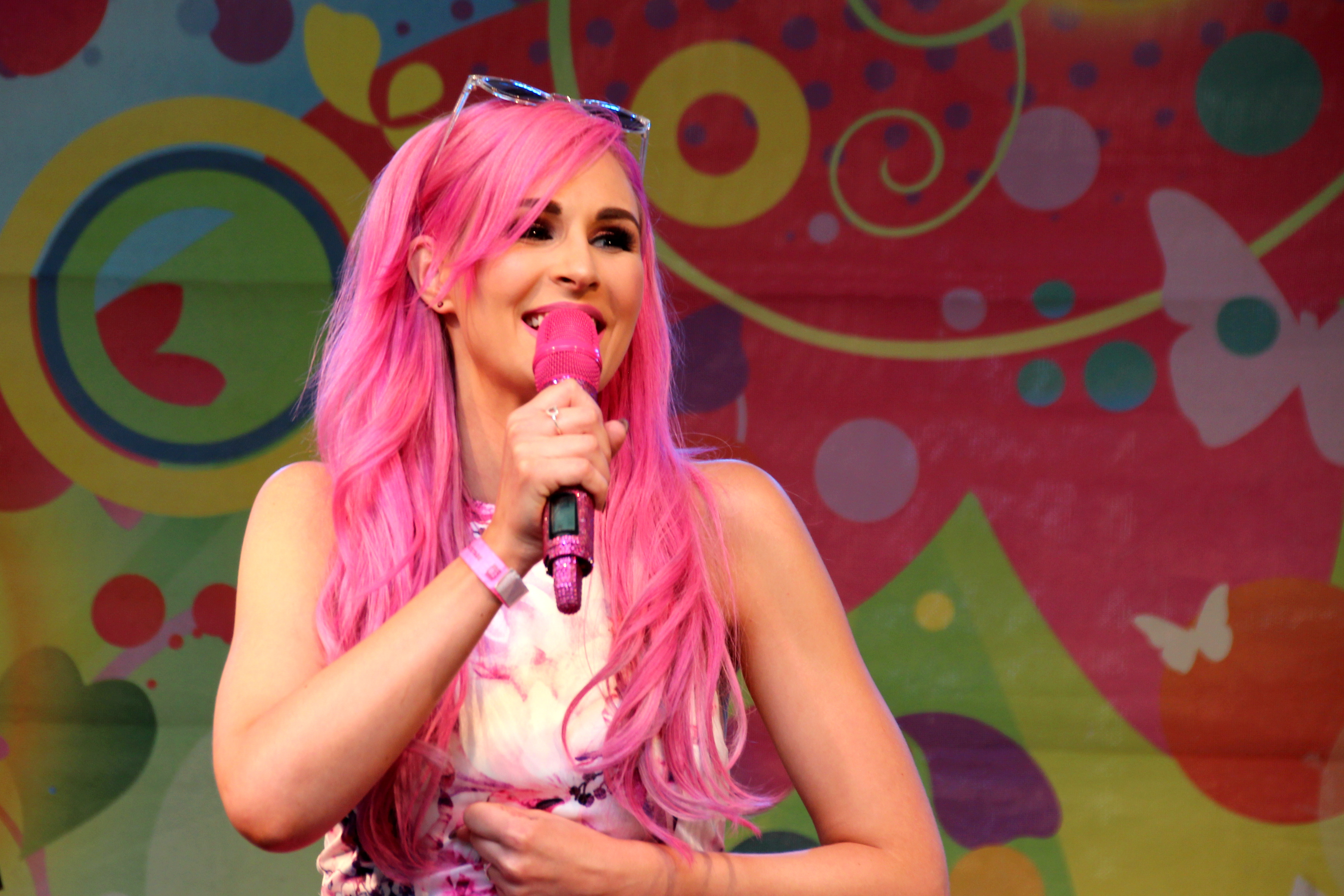
Undine Lux (2017)

Undine Lux (* 5. Februar 1988 in Frankfurt (Oder)) ist eine deutsche Sängerin.

## Leben
Aufgewachsen ist Undine Lux in Fürstenwalde/Spree als Tochter eines Kfz-Mechanikers und einer Erzieherin. Sie hat eine jüngere Schwester.
Undine Lux hatte seit 1998 Gesangsunterricht in der Musik- und Kunstschule LOS und absolvierte dort 10 Jahre Stimmbildung. Sie sammelte ihre ersten Bühnenerfahrungen im Pop- und Gospelchor „The Golden Voices“ und war mehrere Jahre Mitglied in einer Showtanzgruppe. Nach ihrem Schulabschluss absolvierte sie eine Ausbildung zur Erzieherin in Fürstenwalde und ging für ein Jahr als Au-pair nach Amerika, wo sie mit Country-Musik in Kontakt kam.
Ihre ersten musikalischen Erfolge feierte Undine Lux ab 2008 als Helene-Fischer-Double in Möbelhäusern, auf Stadtfesten, Galas, Schlagerpartys, aber auch gemeinsam mit Helene Fischer im Fernsehen. Zur Fußball-Weltmeisterschaft 2014 kam es zum bisher größten Auftritt in der Frankfurter Commerzbank-Arena vor ungefähr 30.000 Menschen.
Nachdem mehrere Plattenfirmen sie abgelehnt hatten, beschloss sie 2015, zusammen mit ihrem Manager Mario Geyermann, ein eigenes Label zu gründen (Pink Pearl Music). Am 9. November 2015 erschien die erste Single „November in Paris“, deren Veröffentlichung unglücklicherweise wenige Tage später von dem Terroranschlag im Pariser Konzertsaal Bataclan überschattet wurde. Im Mai 2016 erschien das Debütalbum PINK, das Undine Lux gemeinsam mit den Produzenten André Stade und Achim Radloff aufnahm. Im Sommer 2016 wurde als zweite Single „Zeig wie du tanzt“ ausgekoppelt, mit der sie am 7. August im ZDF-Fernsehgarten auftrat. Um der Single „November in Paris“ eine zweite Chance zu geben, wurde ein Jahr nach Veröffentlichung der gleichnamige PINK Deep House Remix als dritte Single ausgekoppelt.

## Diskografie

### Alben
- 2016: PINK

### Singles
- 2011: An dich glauben (da music)
- 2015: November in Paris
- 2016: Zeig wie du tanzt
- 2016: November in Paris (PINK Deep House Remix)
- 2017: Wie Piraten stark
- 2017: Lass das Licht aus
- 2018: Leg dich nie mit Frauen an
- 2020: So Leicht
- 2021: Dieser Tag
- 2022: So heiß
- 2023: Nur einmal
- 2023: Zehn Jahre danach